# Nanobotică
Nanobotica (sau Nanorobotică) este un domeniu al tehnologiei emergente care se ocupă cu crearea de roboți ale căror componente sunt de regulă de mărimea unei molecule sau unui nanometru (10−9 metri). Mai concret, nanorobotica se referă la nanotehnologie, disciplină de inginerie ce proiectează și construiește nanoroboți, ce au caracteristici de mișcare, prelucrare și transmiterea de informații, executarea de programe, etc.
Nanomașinile sunt în mare măsură în faza de cercetare-și-dezvoltare, deși unele mașini moleculare primitive și nanomotoare au fost deja testate. Un exemplu este un senzor cu un comutator de aproximativ 1,5 nanometri, capabil de numărarea moleculelor specifice într-un eșantion chimic. Primele aplicații utile ale nanomașinilor ar putea avea loc în domeniul tehnologiei medicale, unde ar putea fi utilizate pentru a identifica și distruge celulele canceroase. O altă aplicație potențială este detectarea de substanțe chimice toxice, precum și măsurarea concentrațiilor acestora, în mediul înconjurător. Rice University a demonstrat o nanoauto (nanocar) dezvoltată printr-un proces chimic, inclusiv Buckminsterfullerene pentru roți. Acesta este acționat prin controlarea temperaturii mediului și prin poziționarea unui microscop cu efect de tunel.
O altă definiție descrie nanobotul ca o mașină capabilă să interacționeze cu precizie cu obiectele la scară nanometrică, sau abilitatea de a manipula obiecte din aceasta. 
Nanoroboții sunt capabili să-și creeze copii/dubluri, adică să se reproducă, aceștia fiind numiți replicatori.

## Metode de fabricare
Fabricarea nanomașinilor asamblate din componente moleculare este o sarcină foarte dificilă. Din cauza nivelului de dificultate, mulți ingineri și oameni de știință continuă să coopereze în abordări multidisciplinare pentru a realiza progrese în acest nou domeniu de dezvoltare. 

## Implicații juridice și etice

### Tehnologie deschisă
Un document cu o propunere privind dezvoltarea nanobiotech-urilor folosind metode deschise de tehnologie de proiectare, ca și în hardware cu sursă deschisă și software cu sursă deschisă, a fost adresat Adunării Generale a Națiunilor Unite. Conform documentului trimis Organizației Națiunilor Unite, în același mod în care sursele deschise au accelerat în ultimii ani dezvoltarea sistemelor informatice, o abordare similară ar trebui să aducă beneficii societății în general și să accelereze dezvoltarea nanoroboticii. Utilizarea nanobiotehnologiei ar trebui să fie stabilită ca un patrimoniu uman pentru generațiile viitoare și dezvoltată ca o tehnologie deschisă bazată pe practici etice în scopuri pașnice. Tehnologia deschisă este declarată o cheie fundamentală pentru un astfel de scop.

### Cursa Nanorobot
În același mod în care cercetarea și dezvoltarea tehnologică au condus cursa spațială și cursa înarmărilor nucleare, se produce o cursă pentru nanorobot. Există o mulțime de terenuri care permit nanoroboturilor să fie incluse printre tehnologiile emergente. Unele dintre motive sunt că mari corporații, cum ar fi General Electric, Hewlett-Packard, Synopsys, Northrop Grumman și Siemens, au lucrat recent la dezvoltarea și cercetarea nanoroboturilor; chirurgii se implică și încep să propună modalități de aplicare a nanorobot pentru procedurile medicale comune, universitățile și institutele de cercetare au primit fonduri de către agențiile guvernamentale care depășesc 2 miliarde dolari pentru cercetare în curs de dezvoltare nanodevices pentru medicină investiții strategice cu intenția de a dobândi în prealabil drepturi și redevențe privind viitoarea comercializare a nanorobotilor. Unele aspecte ale litigiilor nanorobot și problemele legate de monopol au apărut deja. Un număr mare de brevete au fost acordate recent pe nanoroboturi, efectuate în special pentru agenții de brevete, companii specializate exclusiv în construirea de portofolii de brevete și avocați. După o serie lungă de brevete și eventual litigii, vezi, de exemplu, Invenția Radio sau Războiul Curenților, domeniile emergente ale tehnologiei tind să devină un monopol, care în mod normal este dominat de mari corporații.